# Sampsonklasse

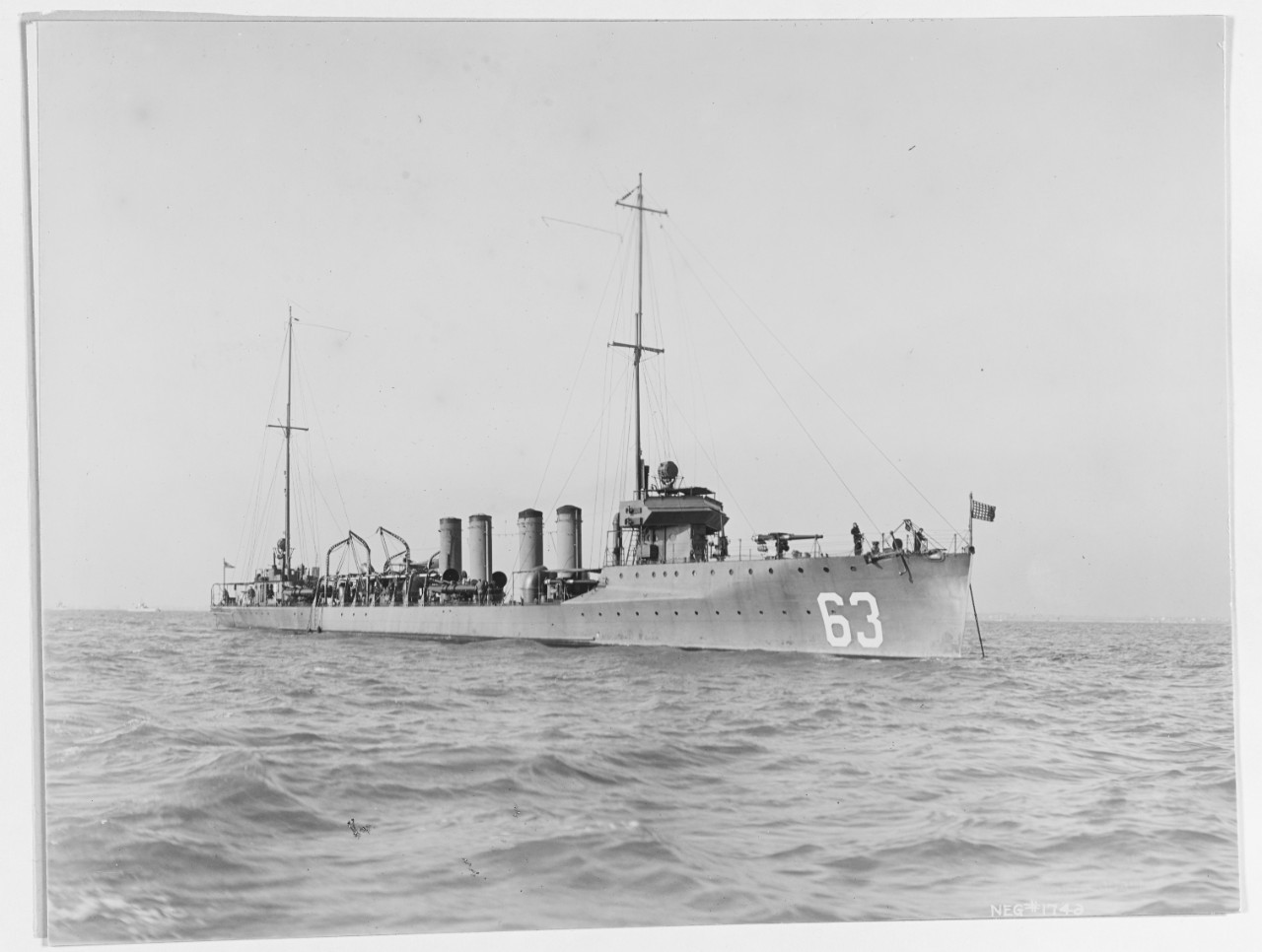
USS Sampson

De torpedobootjagers van de Sampsonklasse dienden bij de Amerikaanse marine tijdens de Eerste Wereldoorlog. 
De schepen kwamen in dienst tussen 1916 en 1917 als een licht aangepaste vorm van de O'Brienklasse en Tuckerklasse. In tegenstelling tot 8 torpedobuizen hadden de schepen van de Sampsonklasse 12 53,3 cm torpedobuizen. 
De meeste schepen dienden na de oorlog in de Rum Patrol van de Amerikaanse kustwacht. De Allen hield het vol tot in de jaren 1940, en diende in de Tweede Wereldoorlog.

## Schepen
- USS Sampson (DD-63)
- USS Rowan (DD-64)
- USS Davis (DD-65)
- USS Allen (DD-66)
- USS Wilkes (DD-67)
- USS Shaw (DD-68)